# Talibon
Talibon es un municipio filipino de primera clase, perteneciente a la provincia de Bohol, en las Bisayas Centrales.

## Toponimia
El lugar puede aparecer referido como «Talibon» y «Talibong».

## Historia
Hacia mediados del siglo XIX, el lugar, por entonces perteneciente a la provincia de Cebú, tenía contabilizada una población de 4514 habitantes. Aparece descrito en el segundo volumen del Diccionario geográfico, estadístico, histórico de las Islas Filipinas (1851) de Manuel Buzeta Núñez y Felipe Bravo con las siguientes palabras:

TALIBONG: pueblo con cura y gobernadorcillo en la isla de Bohol, adscrita á la prov. y dióc. de Cebú, sit. á los 127° 55' 30" long. 10° 10' lat., en la playa de una ancha y magnífica ensenada, en terr. llano y espacioso, pues casi forma horizonte á la banda N. E. de la isla, pero muy estéril por ser arenisco y carecer de aguas: la temperatura es húmeda y calorosa, por cuya razon produce algunas enfermedades, entre ellas la conocida en el país con el nombre de Colo Colo: en sus bosques se crian buenas maderas para construccion, y entre ellas la higuera infernal, de cuyo fruto se saca un aceite equivalente al de Castor: tambien se encuentran árboles que destilan las resinas llamadas hagáchac y bulitic, que mezcladas con cal, aceite y brea, forman un betun fuerte y de consistencia para los buques: se encuentra así mismo en su territorio almagre de buena calidad. Las casas en general son de sencilla construccion: hay escuela de primeras letras é iglesia parroquial servida por un cura regular. Prod.: su suelo produce patay, maiz, cocos, plátanos y algunas raices alimenticias. Ind.: la principal consiste en la pesca de caray, valate y pez-mulier: se emplean tambien en el tráfico de vacas y búfalos que llevan á vender á Cebú: las mugeres se emplean en el tejido de petates. pobl. 4,514 almas, trib. 898.
(Buzeta y Bravo, 1851, p. 441)

En 2020, tenía censados 71 272 habitantes.